# MHC Olympia
MHC Olympia is een Nederlandse hockeyclub uit de Zeeuwse plaats Terneuzen. MHC Rapide is de ander van de twee hockeyclubs in Zeeuws-Vlaanderen.
De club werd opgericht op 27 februari 1937 en speelt op Sportpark Vliegende Vaart waar ook een tennis- en een honkbalvereniging zijn gevestigd. In het seizoen 2012/13 werd het eerste herenteam kampioen in de vierde klasse van de KNHB en promoveerde het naar de Derde klasse. Het veteranen A-team schreef in 2011/12 historie door kampioen te worden in de Overgangsklasse. In het jaar erna werd in de Hoofdklasse gespeeld, de hoogste competitie voor veteranen in Zuid-Nederland. Dit duurde één jaar, waarop degradatie volgde. MHC Olympia heeft in seizoen 2013/14 twee damesteams, twee herenteams en een veteranenteam. In oktober 2013 werd de vernieuwbouw van het clubhuis geopend.